# Morton on the Hill
Morton on the Hill is een civil parish in het bestuurlijke gebied Broadland, in het Engelse graafschap Norfolk met 85 inwoners.